# Megadasys sterreri
Megadasys sterreri is een buikharige uit de familie Planodasyidae. Het dier komt uit het geslacht Megadasys. Megadasys sterreri werd in 1974 voor het eerst wetenschappelijk beschreven door Boaden als Thiodasys sterreri. 